# Ira von Fürstenberg
Virginia Carolina Theresa Pancrazia Galdina zu Fürstenberg, abbreviata in Ira von Fürstenberg e talora Ira Fürstenberg (Roma, 17 aprile 1940 – Roma, 19 febbraio 2024), è stata una nobile, attrice e designer italiana.

## Biografia
Ira von Fürstenberg nacque a Roma il 17 aprile 1940, figlia del principe Tassilo Fürstenberg e di Clara Agnelli (sorella di Gianni, presidente della Fiat dal 1966 al 2003).
Nota socialite nonché disegnatrice di gioielli, intraprese la carriera cinematografica, articolata in una trentina di pellicole a cavallo fra gli anni sessanta e anni settanta. Fu diretta da Lattuada (Matchless, 1967), Bolognini (Capriccio all'italiana, 1968) e Bava (5 bambole per la luna d'agosto, 1970). 
Presentò il Festival di Sanremo 1970 a fianco di Nuccio Costa e Enrico Maria Salerno.
Morì il 19 febbraio 2024 a Roma all'età di 83 anni. Il funerale venne celebrato la mattina del 23 febbraio nella Chiesa degli artisti in piazza del Popolo a Roma. Oltre alla famiglia, erano presenti John Elkann e sua moglie Lavinia, Tomás Terry e Marisela Federici. La tomba si trova nel cimitero di Strobl am Wolfgangsee nel Salzkammergut in Austria.

## Vita privata
Si sposò due volte. Dal primo matrimonio, celebrato quando lei aveva solo 15 anni, con lo spagnolo Alfonso di Hohenlohe-Langenburg, ebbe Christoph (1956-2006) e Hubertus, sciatore olimpico in rappresentanza del Messico, cantante e fotografo; dal secondo, con Francesco "Baby" Pignatari, non ebbe figli.

## Filmografia parziale

### Cinema

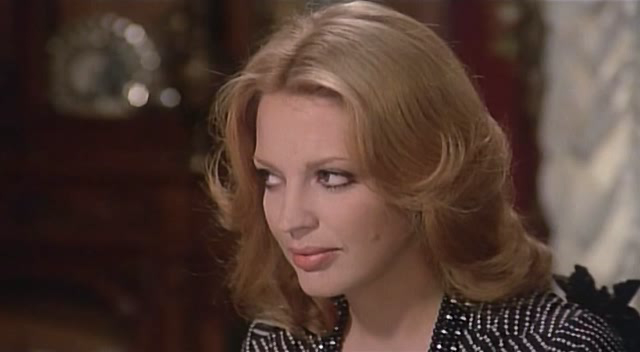
Ira von Fürstenberg nel film I baroni (1975)

- Addio Lara (J'ai tué Raspoutine), regia di Robert Hossein (1967)
- Capriccio all'italiana, regia di Mauro Bolognini, episodio La gelosia (1967)
- Matchless, regia di Alberto Lattuada (1967)
- Segreti che scottano (Geheimnisse in goldenen Nylons), regia di Christian-Jaque (1967)
- A qualsiasi prezzo, regia di Emilio P. Miraglia (1968)
- La battaglia di El Alamein, regia di Giorgio Ferroni (1968)
- Una donna tutta nuda (Eine tödliche Affäre), regia di Klaus Lemke (1968)
- 5 bambole per la luna d'agosto, regia di Mario Bava (1969)
- Playgirl 70, regia di Federico Chentrens (1969)
- Il prof. dott. Guido Tersilli primario della clinica Villa Celeste convenzionata con le mutue, regia di Luciano Salce (1969)
- Hello Goodbye, regia di Jean Negulesco (1970)
- Nel giorno del Signore, regia di Bruno Corbucci (1970)
- La prima notte del dottor Danieli, industriale, col complesso del... giocattolo, regia di Giovanni Grimaldi (1970)
- Due ragazzi da marciapiede (No desearás al vecino del quinto), regia di Ramón Fernández (1971)
- Giornata nera per l'ariete, regia di Luigi Bazzoni (1971)
- Homo Eroticus, regia di Marco Vicario (1971)
- Le belve, regia di Giovanni Grimaldi (1971)
- Le calde notti di Don Giovanni, regia di Alfonso Brescia (1971)
- La strana legge del dott. Menga (No desearás la mujer del vecino), regia di Fernando Merino (1971)
- Los amigos, regia di Paolo Cavara (1972)
- Processo per direttissima, regia di Lucio De Caro (1974)
- I baroni, regia di Giampaolo Lomi (1975)
- Plus beau que moi, tu meurs, regia di Philippe Clair (1982)

### Televisione
- Geminus, regia di Luciano Emmer – miniserie TV, 6 puntate (1969)

## Doppiatrici italiane
Nelle versioni in italiano delle opere in cui ha recitato, Ira von Fürstenberg è stata doppiata da:
- Rita Savagnone in 5 bambole per la luna d'agosto, Nel giorno del Signore, Due ragazzi da marciapiede
- Gabriella Genta in Matchless
- Melina Martello in Il prof. dott. Guido Tersilli primario della clinica Villa Celeste convenzionata con le mutue
- Noemi Gifuni in La prima notte del dottor Danieli, industriale, col complesso del... giocattolo
- Flaminia Jandolo in Processo per direttissima

## Ascendenza
|                            |                  |                                                      | Genitori                                                |  |  | Nonni |  |  | Bisnonni                           |  |  | Trisnonni                    |  |
|                            |                  |                                                      |                                                         |  |  |       |  |  | Massimiliano Egon I di Fürstenberg |  |  | Carlo Egon II di Fürstenberg |  |
|                            |                  |                                                      |                                                         |  |  |       |  |  | Massimiliano Egon I di Fürstenberg |  |  | Carlo Egon II di Fürstenberg |  |
|                            |                  | Amalia di Baden                                      |                                                         |  |  |       |  |  | Massimiliano Egon I di Fürstenberg |  |  |                              |  |
| Karl Emil von Fürstenberg  |                  |                                                      |                                                         |  |  |       |  |  | Massimiliano Egon I di Fürstenberg |  |  |                              |  |
|                            |                  | Leontine von Khevenhüller-Metsch                     | Richard Maria von Khevenhüller-Metsch                   |  |  |       |  |  |                                    |  |  |                              |  |
|                            |                  | Leontine von Khevenhüller-Metsch                     | Richard Maria von Khevenhüller-Metsch                   |  |  |       |  |  |                                    |  |  |                              |  |
|                            |                  | Leontine von Khevenhüller-Metsch                     | Antonia Lichnowsky                                      |  |  |       |  |  |                                    |  |  |                              |  |
| Tassilo von Fürstenberg    |                  | Leontine von Khevenhüller-Metsch                     |                                                         |  |  |       |  |  |                                    |  |  |                              |  |
|                            |                  | Denis Festetics von Tolna                            | Antal Festetics von Tolna                               |  |  |       |  |  |                                    |  |  |                              |  |
|                            |                  | Denis Festetics von Tolna                            | Antal Festetics von Tolna                               |  |  |       |  |  |                                    |  |  |                              |  |
|                            |                  | Denis Festetics von Tolna                            | Amalia Borbala Splényi de Mihaldi                       |  |  |       |  |  |                                    |  |  |                              |  |
| Marie Festetics von Tolna  |                  | Denis Festetics von Tolna                            |                                                         |  |  |       |  |  |                                    |  |  |                              |  |
|                            |                  | Caroline Zichy de Zich et Vasonkeo                   | Karl Zichy de Zich et Vasonkeo                          |  |  |       |  |  |                                    |  |  |                              |  |
|                            |                  | Caroline Zichy de Zich et Vasonkeo                   | Karl Zichy de Zich et Vasonkeo                          |  |  |       |  |  |                                    |  |  |                              |  |
|                            |                  | Caroline Zichy de Zich et Vasonkeo                   | Crescentia von Seilern und Aspange                      |  |  |       |  |  |                                    |  |  |                              |  |
| Ira von Fürstenberg        |                  | Caroline Zichy de Zich et Vasonkeo                   |                                                         |  |  |       |  |  |                                    |  |  |                              |  |
|                            | Giovanni Agnelli | Edoardo Agnelli                                      |                                                         |  |  |       |  |  |                                    |  |  |                              |  |
|                            | Giovanni Agnelli | Edoardo Agnelli                                      |                                                         |  |  |       |  |  |                                    |  |  |                              |  |
|                            | Giovanni Agnelli | Aniceta Frisetti                                     |                                                         |  |  |       |  |  |                                    |  |  |                              |  |
| Edoardo Agnelli            | Giovanni Agnelli |                                                      |                                                         |  |  |       |  |  |                                    |  |  |                              |  |
|                            |                  | Clara Boselli                                        | Leopoldo Francesco Primo Boselli                        |  |  |       |  |  |                                    |  |  |                              |  |
|                            |                  | Clara Boselli                                        | Leopoldo Francesco Primo Boselli                        |  |  |       |  |  |                                    |  |  |                              |  |
|                            |                  | Clara Boselli                                        | Maddalena Lampugnani                                    |  |  |       |  |  |                                    |  |  |                              |  |
| Clara Agnelli              |                  | Clara Boselli                                        |                                                         |  |  |       |  |  |                                    |  |  |                              |  |
|                            |                  | Carlo Bourbon del Monte, IV principe di San Faustino | Ranieri Bourbon del Monte, III principe di San Faustino |  |  |       |  |  |                                    |  |  |                              |  |
|                            |                  | Carlo Bourbon del Monte, IV principe di San Faustino | Ranieri Bourbon del Monte, III principe di San Faustino |  |  |       |  |  |                                    |  |  |                              |  |
|                            |                  | Carlo Bourbon del Monte, IV principe di San Faustino | Maria Francesca Massimo                                 |  |  |       |  |  |                                    |  |  |                              |  |
| Virginia Bourbon del Monte |                  | Carlo Bourbon del Monte, IV principe di San Faustino |                                                         |  |  |       |  |  |                                    |  |  |                              |  |
|                            |                  | Jane Allen Campbell                                  | George W. Campbell Jr.                                  |  |  |       |  |  |                                    |  |  |                              |  |
|                            |                  | Jane Allen Campbell                                  | George W. Campbell Jr.                                  |  |  |       |  |  |                                    |  |  |                              |  |
|                            |                  | Jane Allen Campbell                                  | Virginia Watson                                         |  |  |       |  |  |                                    |  |  |                              |  |
|                            |                  | Jane Allen Campbell                                  |                                                         |  |  |       |  |  |                                    |  |  |                              |  |

## Curiosità
- Le è stata dedicata una spiaggia sulla costa nord-orientale della Sardegna, vicino a Porto Rotondo. La spiaggia, meta prediletta delle sue vacanze, si chiama "Spiaggia Ira".[9]